# Ala Aareakursunjärvi
Ala Aareakursunjärvi är en sjö i Pajala kommun i Norrbotten och ingår i Torneälvens huvudavrinningsområde. Ala Aareakursunjärvi ligger i Torne och Kalix älvsystem Natura 2000-område.